# Марк Педон Вергилиан
Марк Педон Вергилиан (лат. Marcus Pedo Vergilianus) — римский государственный деятель начала II века.
В 115 году Вергилиан занимал должность ординарного консула вместе с Луцием Випстаном Мессаллой. В том же году, 13 декабря, он погиб во время землетрясения в сирийском городе Антиохия-на-Оронте.